# Hana Šantrůčková
Hana Šantrůčková (* 1955 Praha) je profesorka ekologie, půdní bioložka a od roku 2019 děkanka Přírodovědecké fakulty Jihočeské univerzity v Českých Budějovicích. Je také zastupitelkou obce Malenice.

## Kariéra
Prací o pěstování hlívy ústřičné dokončila studium na Vysoké škole zemědělské v Praze, vědeckou výchovu vystudovala v Mikrobiologickém ústavu tamtéž. V letech 1989–1994 pracovala v Ústavu půdní biologie Biologického centra Akademie věd ČR v Českých Budějovicích. Po téměř tříletém pobytu v Austrálii získala práci na Biologické fakultě JU, kde vedla Katedru ekologie, založila studijní obor Biologie ekosystémů a 13 let byla vedoucí Katedry biologie ekosystémů.
Zaměřuje se na půdní biologii, transfromaci živin v půdě a využití stabilních izotopů v ekologii se specializací na využitelnost organického uhlíku půdními mikroorganismy, na mikrobiální transformace uhlíku, dusíku a fosforu v půdě, využití přirozeného výskytu stabilních izotopů pro studium mikrobiálních procesů v půdě a na ekologickou stechiometrii. Na Australské národní universitě v Canbeře se věnovala výzkumu transformace organického uhlíku v půdě pomocí metod přirozeného výskytu stabilních izotopů.
V roce 2019 byla zvolena děkankou Přírodovědecké fakulty Jihočeské univerzity v Českých Budějovicích, kde usiluje o posílení váhy praktických projektových cvičení a diskuzních seminářů nad přednáškami.
Díky výzkumné práci se podílela i na projektech v zahraničí, například za severním polárním kruhem na Sibiři nebo v tropických mokřadech středoamerického Belize. Ráda vzpomíná na dvouapůlletý pobyt v Austrálii, kde oceňovala nejen přírodní krásy, ale také přátelskost obyvatel.
Jak potvrdila v rozhovoru pro univerzitní časopis, za své názory ohledně řešení kůrovcové kalamity byla na Šumavě „oceněna“ cedulkou o pseudovědcích. Za tvrzeními podporujícími zapojení přirozené obnovy lesa však stojí a fotografii tohoto ocenění uchovává.

## Život
Hana Šantrůčková se narodila v Praze, kde však z politických důvodů nemohla usilovat o pokračování ve studiu na doktorandském stupni. Začala proto pracovat v ústavu tehdejší AVČR, který se stěhoval do Českých Budějovic, a s manželem Jiřím Šantrůčkem, vědcem zabývajícím se fyziologií a ekofyziologií rostlin, se přesunuli do jižních Čech, kde bydlí dosud. Mají dvě dcery, z nichž Iva Mozgová je také vědecký pracovník a v Biologickém centru AV ČR je vedoucí laboratoře zaměřené na epigenetiku rostlin.
I mimo pracovní prostředí Hana Šantrůčková upozorňuje na společenské problémy související s ekologií. Vyjadřuje se k důvodům potíží Česka se suchem, za něž považuje naši neschopnost zadržet maximální množství vody přímo v místě spadu srážek, ke stoupajícímu úbytku podzemní vody kvůli napouštění soukromých bazénů anebo k zabírání nejúrodnější půdy v okolí měst, která je následně často přeměněna tak, že z krajiny voda rychle odteče pryč.V roce 2008 se stala předsedkyní nově založeného občanského sdružení Česká společnost pro ekologii.
Ve volbách v roce 2018 získala za sdružení Občané pro Malenice zastupitelský mandát v obci Malenice, v jehož rámci je předsedkyní komise pro životní prostředí.

## Dílo
Hana Šantrůčková napsala či se autorsky významně podílela na čtyřech knihách a k 8. březnu 2021 více než 90x publikovala v prestižních vědeckých časopisech.

### Knihy
- Co vyprávějí šumavské smrčiny (2010) – publikace Správy Národního parku a chráněné krajinné oblasti Šumava o ekosystému místních horských smrčin včetně soužití smrku s kůrovcem a významu mrtvého dřeva pro obnovu lesa[14]
- Ekologie půdy (1970, 1. vydání 2018) – učebnice o ekologii a životním prostředí[15]
- Stabilní izotopy biogenních prvků: Použití v biologii a ekologii (2018) – publikace věnující se základním biogenním prvkům v souvislosti s biologií i ekologií[16]
- Život v půdě – Příručka pro začínající půdní biology (2019, 1. vydání 2019)[17]